# Вторая германская антарктическая экспедиция
Вторая германская антарктическая экспедиция (нем. Zweite Deutsche Antarktisexpedition) проходила в море Уэдделла в 1911—1912 годах; это была вторая германская экспедиция, действовавшая в Антарктике после 1903 года. Главной целью экспедиции и её главы — Вильгельма Фильхнера — было пересечение Антарктического континента в самом узком его месте — от моря Уэдделла до моря Росса; о покорении Южного полюса официально не объявлялось. Предстояло доказать или опровергнуть гипотезу о наличии пролива между Восточной и Западной Антарктидой, сформулированную рядом авторитетных полярников, таких как Эрик Норденшёльд и Клементс Маркем. Экспедиция финансировалась за счёт частных пожертвований и дохода от лотереи. Из-за серьёзных разногласий между её руководителем и капитаном экспедиционного судна при выборе места для зимовки команда не сумела даже высадиться на побережье Антарктиды; тем не менее, были совершены серьёзные географические открытия. Из-за Первой мировой войны научные результаты экспедиции были опубликованы с большим опозданием, а подробности взаимоотношений участников команды Фильхнер предал гласности только в 1950-е годы.

## Предыстория. Планирование
Идея проведения германской антарктической экспедиции была впервые выдвинута и обоснована ещё в 1865 году ведущим немецким геофизиком Георгом фон Ноймайером, однако практическое её осуществление произошло только в 1901—1903 годах. Первую германскую антарктическую экспедицию возглавил опытный полярник Эрих фон Дригальский. Экспедиция финансировалась правительством, её покровителем был лично кайзер Вильгельм II; было построено специальное экспедиционное судно «Гаусс». Экспедиция оказалась неудачной — в начале 1902 года «Гаусс» был зажат льдами в 50 милях от антарктического побережья и почти 14 месяцев дрейфовал в море Дейвиса (получившем это название позже). Экспедиция Дригальского открыла и обследовала новые территории в Антарктике, лежащие между 87° 43' и 91° 54' в. д., с вулканом Гауссберг высотой 371 м и дала им название «Земля Вильгельма II». Однако на фоне достижений Роберта Скотта кайзер повелел экспедицию прервать.
Вильгельм Фильхнер происходил из семейства баварской элиты, сделал научную и военную карьеру, совершив, в частности, путешествие в Центральную Азию и Тибет. В 1908 году он был удостоен докторской степени honoris causa в Кёнигсбергском университете. В связи с эпохальными экспедициями Нансена, Амундсена, Пири, Шеклтона и Скотта, полярные путешествия были популярны и в Германии, а Фильхнер в условиях кайзеровского режима подходил на роль лидера новой национальной антарктической экспедиции. Фильхнер утверждал, что вопрос о финансировании новой экспедиции был даже рассмотрен в Рейхстаге, но государственное финансирование не было утверждено кайзером Вильгельмом. Однако Р. Краузе, специально занимавшийся этим вопросом, не обнаружил в материалах заседаний Рейхстага обсуждений на данную тему.
5 марта 1910 года В. Фильхнер официально объявил о своих антарктических планах и основал «Комитет по Германской антарктической экспедиции» (нем. Komitee für die Deutsche Antarktische Expedition) для её финансирования и лоббирования. Непосредственно организацией занималось «Общество Германской антарктической экспедиции» (нем. Verein Deutsche Antarktische Expedition). Алфавитный список жертвователей включал на начало 1911 года 209 человек, включая Ф. фон Цеппелина, однако частные взносы составили меньшую часть бюджета. Основным источником финансирования стала лотерея, проведённая в пользу экспедиции по распоряжению баварского правительства и лично принца-регента Луитпольда. Он же стал главным покровителем Комитета по экспедиции.

### Снаряжение. Команда

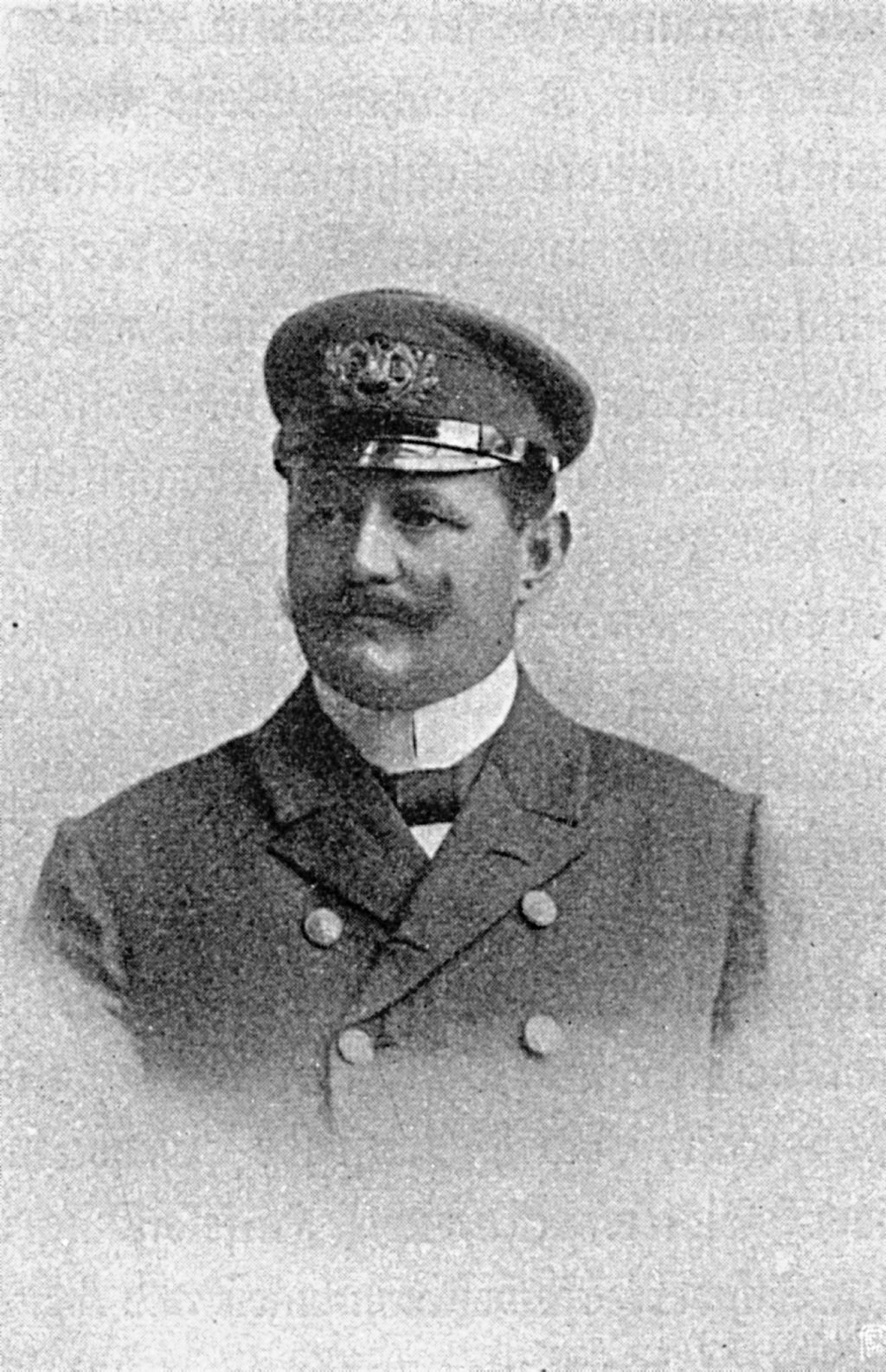
Рихард Фазель — командир барка «Дойчланд»

Главным консультантом по снаряжению экспедиции был известный британский полярник Эрнест Шеклтон. По его рекомендации был куплен норвежский китобойный барк «Бьорн» (длина 44,9 м, водоизмещение 344 т.), который в феврале — апреле 1911 года подвергся перестройке на верфях Гамбурга. Корабль получил имя «Дойчланд». Благодаря протекции канцлера фон Гольвега (также члена Комитета), экспедиция проходила под флагом Кайзерлихмарине. «Дойчланд» имел паровую машину мощностью в 220 кВт (чуть меньше 300 л. с.), которая также могла вырабатывать электричество для освещения и питания бортовой аппаратуры. На борту имелся беспроволочный телеграф. Поскольку предстоял длительный морской переход, судно было оснащено опреснителем морской воды и полным набором парусного вооружения. Винт мог убираться на палубу через специальный колодец для снижения сопротивления при ходе под парусами, а также для предотвращения его повреждения при движении во льдах. При попутном ветре «Дойчланд» развивал скорость 10 узлов. Для океанографических исследований имелись три механических лота, два из которых могли быть соединены с паровой машиной. Для ледовой разведки был взят привязной аэростат, запас водорода для него везли в стальных баллонах. На верхней палубе были оборудованы океанографическая, биологическая и химическая лаборатории.
По совету Шеклтона для нужд экспедиции было заказано 38 сибирских лаек и 12 лошадей, но последних было решено использовать для перевозки тяжёлых грузов при строительстве береговой базы. Снегоходы Фильхнер решил не брать, поскольку они были крайне ненадёжны. Провианта запасли более 100 тонн из расчёта на три года путешествия.
Научная команда для зимовки в Антарктиде составляла на судне особый отряд, каждый участник которого имел отдельную каюту. В научном отряде было 7 человек, в судовой команде — 26 человек. Научную команду составили, кроме Фильхнера, Эрих Барков (метеоролог), Эрих Пржибылок (астроном и магнитолог), Вильгельм Бренеке (океанограф) и Альфред Клинг (штурман), Фриц Хайм (геолог и гляциолог). В состав команды вошёл австрийский альпинист Феликс Кёниг. Капитаном «Дойчланда» стал Рихард Фазель (нем.  Richard Vahsel, 1868—1912) — второй помощник Эриха фон Дригальского по путешествию в Антарктиду в 1901 году. Его назначение активно лоббировалось военно-морским ведомством, и между Фильхнером и Фазелем сразу начались трения из-за полномочий. Проблемы, аналогичные германским, отмечались в Русской полярной экспедиции: офицер, назначенный капитаном судна, согласно Морскому уставу, считал себя главным и требовал соответствующего к себе отношения со стороны пассажиров — научной партии. Начальник экспедиции видел в судне лишь транспортное средство, а его капитан был для начальника лишь «разновидностью извозчика», которому полагается везти туда, куда указывает пассажир. Это усугублялось формализмом Фильхнера, который все приказы отдавал в письменной форме; к тому же, он был офицером сухопутных войск.

### Цели и задачи

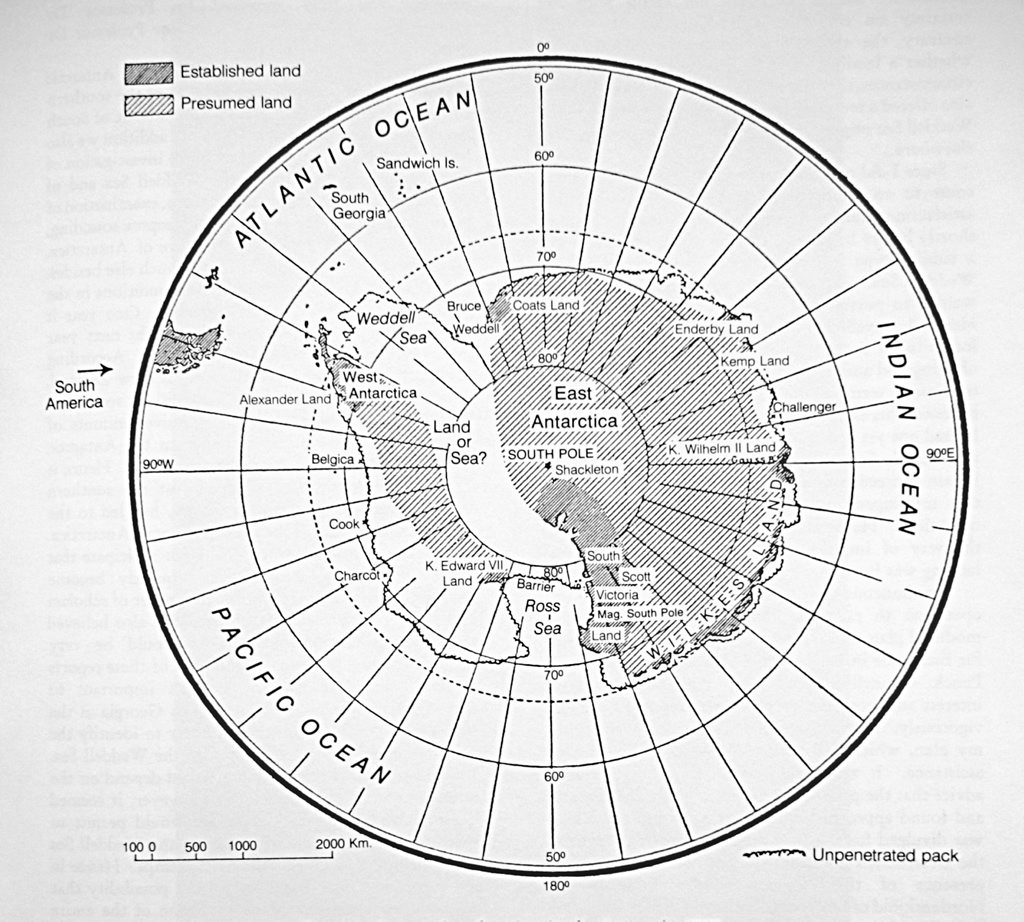
Гипотетический пролив между Западной и Восточной Антарктидой по представлениям 1910 года. Заштрихованы предполагаемые области материка, серым цветом выделена исследованная Шеклтоном и Скоттом область. Белым цветом обозначены паковые льды

Экспедиция готовилась в обстановке «полярной гонки», поскольку в 1910 году о плане покорения Южного полюса объявил Роберт Скотт, по-видимому, считавший Фильхнера одним из своих конкурентов. Фильхнер также ездил в Эдинбург для встречи с известным шотландским полярником Уильямом Спирсом Брюсом, который в своё время хотел принять участие в первой германской антарктической экспедиции. Брюс поделился с немецким исследователем рядом своих идей, положенных в основу главной научной задачи германской экспедиции — проверки гипотезы о разделении Восточной и Западной Антарктиды. Брюс, как и Фильхнер (а также Норденшёльд и К. Маркем), предполагали, что это разные острова или архипелаги, между которыми находится замёрзший пролив, соединяющий Южный полюс с морями Росса и Уэдделла. Задачи экспедиции включали комплексные исследования в области геологии, океанологии, биологии, климата, магнетизма и прочего. Предполагалось высадиться с отрядом в 11 человек на южном побережье моря Уэдделла (Земле Котса, открытой Брюсом в 1904 году) и провести как минимум годичные исследования внутри материка. Вопрос о достижении Южного полюса официально не ставился. Достаточно неопределённо описывалась в плане и роль экспедиционного судна: возможно, предполагалось совершить дрейф во льдах через полярный пролив наподобие плавания «Фрама». В первоначальных набросках плана экспедиции даже предлагалось работать в сотрудничестве с Шеклтоном, который должен был действовать в море Росса по единому с Фильхнером плану. Экспедиционные отряды должны были использовать беспроволочный телеграф для согласования действий. Однако финансы не позволили этого сделать.
В официальном меморандуме о целях экспедиции, опубликованном в 1911 году, не содержалось упоминаний о национальном характере экспедиции или патриотических мотивах.

## Ход экспедиции

### Начальный этап

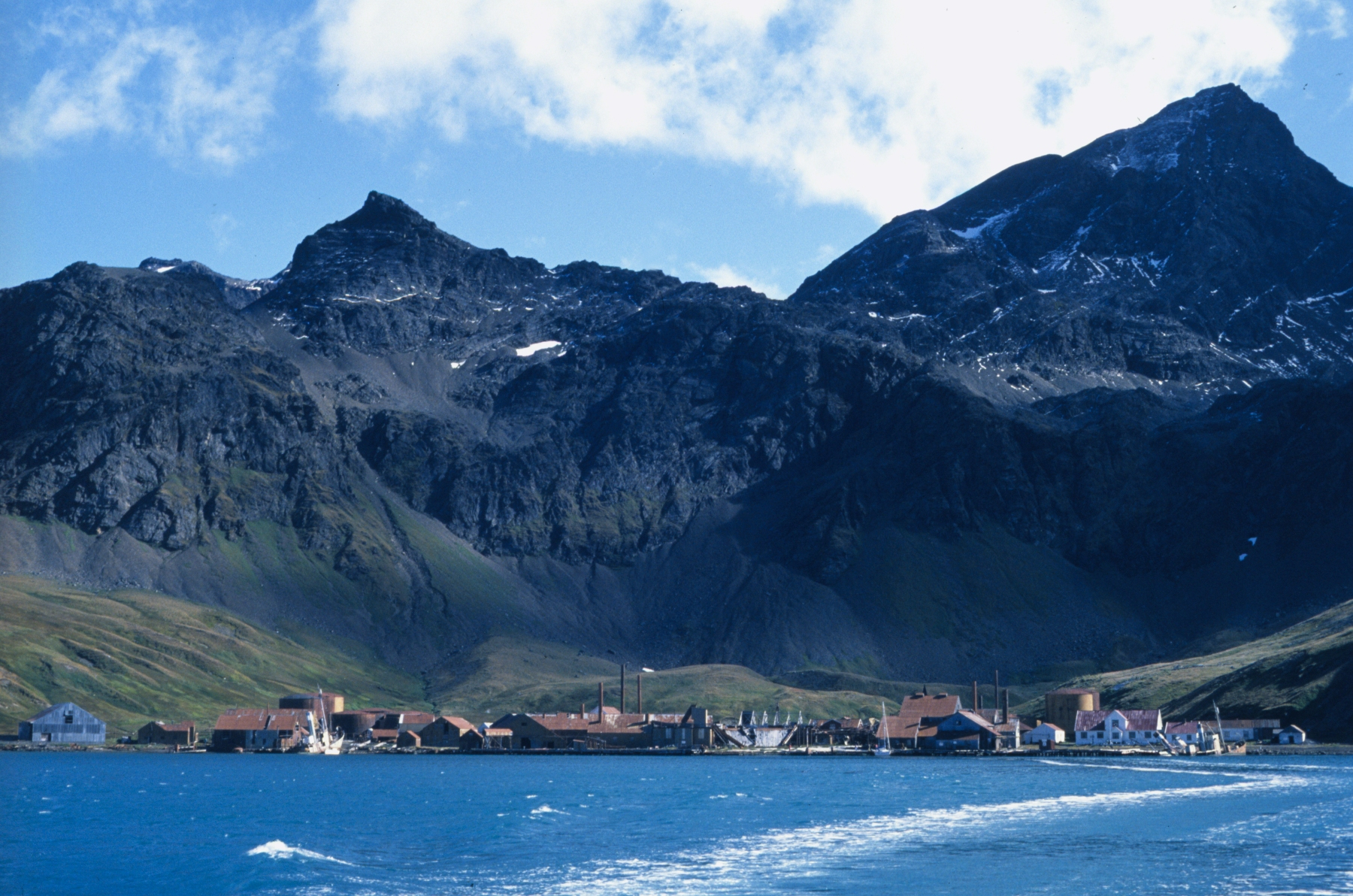
Китобойная станция в Грютвикене. Фото 1994 года

Поскольку среди участников научного отряда экспедиции никто, включая Фильхнера, не имел полярного опыта, в 1910 году была совершена короткая поездка на Шпицберген. В ней участвовали 6 человек, которые должны были совершить путешествие в Антарктику. Из них участвовали в экспедиции только двое — Эрих Барков и Эрих Пржибылок, третий — доктор Генрих Зеельхайм — руководил экспедицией в пути до Буэнос-Айреса.
Путешествие по Шпицбергену имело дистанцию 65 км — через горы от Темплбэй до Макбэй от западного к восточному побережью. Этот поход не был опасен, поскольку к 1910 году архипелаг был популярным туристическим объектом, и там работало ещё несколько экспедиций. Здесь же в состав команды Фильхнера вошёл норвежец Пауль Бьорвик (1857—1932), работавший в Антарктике ещё с Дригальским.
«Дойчланд» вышел из Бремерхафена 3 мая 1911 года под руководством Зеельхайма, Фильхнер остался в Германии улаживать дела экспедиции. Путешествие в Буэнос-Айрес заняло 4 месяца, его главной целью были океанографические исследования. Огромную работу по исследованию планктона провёл Ганс Ломан, который из-за разногласий с Зеельхаймом и Фазелем сошёл на берег в Пернамбуку и уволился из экспедиции. 7 сентября команда прибыла в столицу Аргентины, где Зеельхайм также уволился. В Буэнос-Айресе на борт были подняты гренландские ездовые собаки, доставленные для экспедиции. В Южный океан «Дойчланд» отплыл 4 октября 1911 года уже под руководством Фильхнера, прибывшего рейсовым лайнером. На пути в Грютвикен одной из задач были поиски «острова-призрака» Динклаге, якобы обнаруженного в 1854 году где-то между 45°—49° ю. ш., 27°—35° з. д. Однако исследование этого района океана сорвалось из-за болезни судового врача — Людвига Коля, у которого случился острый приступ аппендицита. Его прооперировал в море второй врач — Вильгельм Гёдель, и пришлось срочно идти на Южную Георгию, где команду тепло приняли норвежские китобои. В Грютвикене немецкая команда пробыла 48 дней. После совещаний с начальником китобоев Карлом Антоном Ларсеном Фильхнер разработал программу исследований на Южных Сандвичевых островах, с целью проверки гипотезы, связаны ли они геологически с другими островами между Южной Америкой и Африкой; 300-километровое плавание почти не принесло результатов из-за непрерывных штормов. 11 ноября третий офицер Вальтер Шлоссарчек (по совместительству — радист) покончил жизнь самоубийством, что сделало моральный климат на борту почти невыносимым.

### Плавание к Антарктиде
11 декабря 1911 года, взяв 130 тонн угля на китобойной станции Хусвик, «Дойчланд» отплыл к побережью Антарктиды. На борту находилось 75 эскимосских лаек и 8 лошадей (по другой версии, лошадей было 12). Первоначально пошли южным курсом, тяжёлые льды были встречены на широте 57° 30' ю. ш. Начиная с 62° ю. ш. продвижение было очень затруднено, участки открытой воды сменялись плотными полями пака. Иногда удавалось проходить до 50 миль в день, как было 18 января 1912 года. 29 января увидели антарктическое побережье на 74° 15' ю. ш., море всё это время было свободным ото льда. 31 января произошла высадка у ледника высотой более 30 м. Достигнутое побережье получило имя Берега Луитпольда — в честь патрона экспедиции. Вновь открытый ледник назвали в честь кайзера, но тот впоследствии переименовал его в честь самого Фильхнера. Самой южной точки команда достигла на 77° 44' ю. ш., обнаруженную бухту назвали Заливом Фазеля. Было решено, что это наилучшее место для зимней базы.
Ледовая разведка на местности разочаровала — ледник изобиловал трещинами, ледовые утёсы часто обваливались. Были совершены две попытки высадки, и окончательно остановились на Заливе Фазеля. Конфликт между Фильхнером и Фазелем привёл к тому, что судовая команда отказалась выгрузить 90 тонн снаряжения и помочь соорудить зимовье в 2 милях от побережья. В конце концов им удалось договориться, но выбранное Фазелем место для сооружения базы на леднике 18 февраля стало разрушаться, с большим трудом удалось спасти всё оборудование и водворить его в трюмы «Дойчланда». Фильхнер не отказался от высадки, и 28 февраля Бреннеке и Хайм были высажены на берег для исследований ледника. На следующий день судно попало в ледовый затор, 3 марта учёные вернулись на борт, после чего Фазель потребовал вернуться на Южную Георгию, куда судно направилось 4 марта. Пока руководство пыталось разрешить конфликт, 15 марта «Дойчланд» вмёрз в лёд и начал медленный дрейф в море Уэдделла.

### Дрейф. Завершение экспедиции

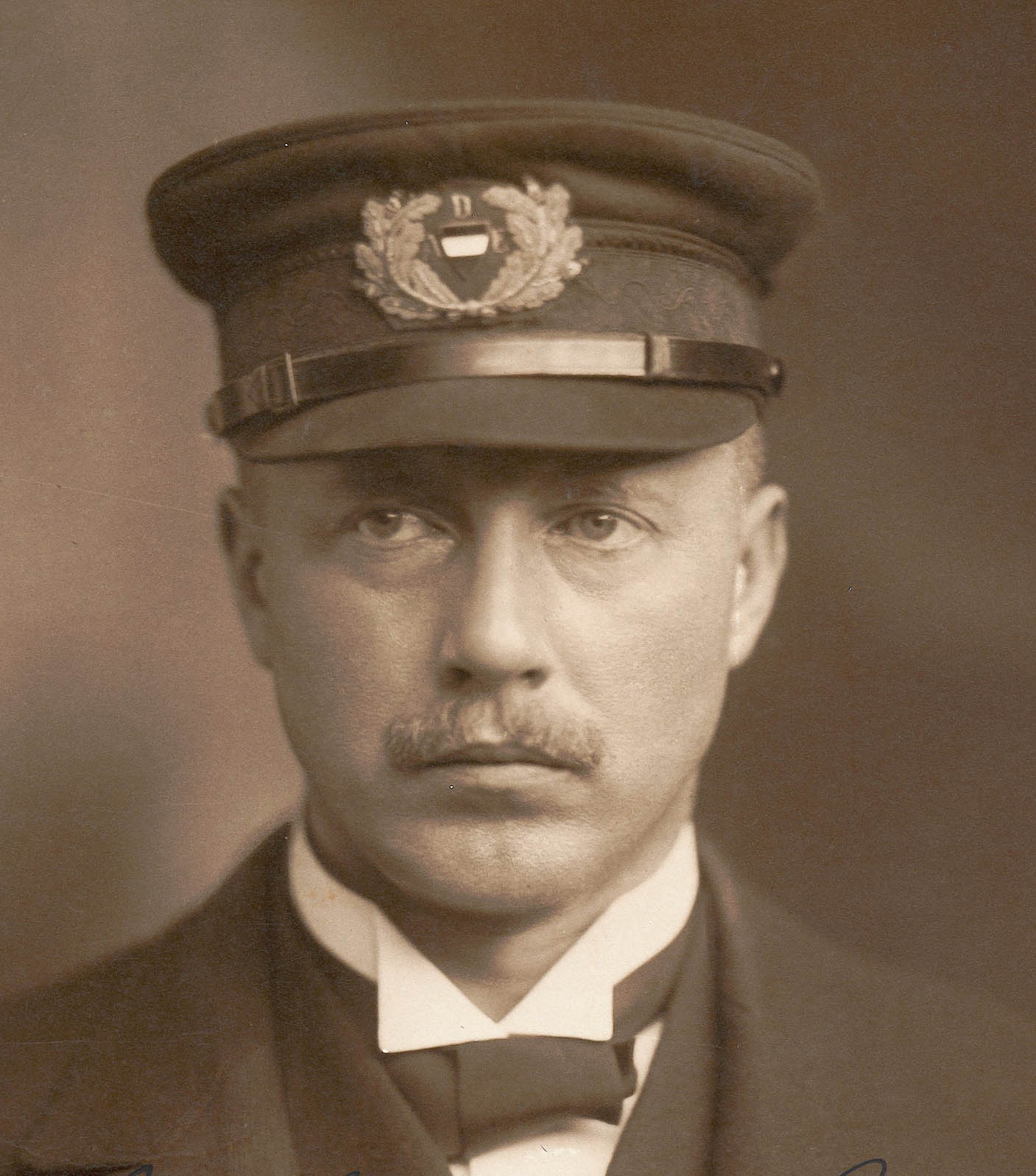
Вильгельм Фильхнер. Фото сделано в Буэнос-Айресе 3 октября 1911 года

Судно удачно вмёрзло в плотное ледовое поле, в котором не было трещин и не наблюдалось сжатий. Чтобы сделать существование на борту более комфортабельным, в апреле на лёд были перенесены конюшни, собачьи будки и часть припасов. Вскоре была сооружена магнитная и астрономическая обсерватория, со льда же запускали аэростат и воздушные змеи для разведки и метеонаблюдений. Судно всё это время дрейфовало с креном на правый борт, который непрерывно возрастал и в конце концов достиг 8°.
Во время полярной зимы Фильхнер предпринял 40-мильное путешествие, чтобы подтвердить или опровергнуть существование Новой Южной Гренландии, якобы открытой в 1823 году. 23 июня 1912 года при температуре −39° C Фильхнер, Клинг и Кёниг на двух санях, запряжённых 16 собаками, выступили в путь, имея запас провианта на три недели. Пройдя в тяжёлом льду 31 милю, они достигли 70°33′ ю. ш. 44°48′ з. д., но не нашли никаких признаков земли. Поскольку судно дрейфовало, Клингу пришлось определить направление дрейфа, и они вернулись, когда корабль находился в 38 милях от положения, в котором группа Фильхнера покинула борт. Проведя в пути 8 дней, Фильхнер с товарищами вернулись 30 июня. Фазель к тому времени был тяжело болен, 8 августа он скончался от последствий сифилиса. Некоторые авторы рассматривают сложности в отношениях Фазеля и Фильхнера с неврологической точки зрения — как последствия терминальной стадии заболевания.
Кёниг в августе повторил восьмидневное санное путешествие, чтобы исследовать айсберг, находившийся в прямой видимости с корабля; главной целью была проверка возможностей гравиметрического и навигационного оборудования. Кёниг в дальнейшем планировал первую австро-венгерскую антарктическую экспедицию, купив «Дойчланд» для её нужд, но планы были перечёркнуты Первой мировой войной.
В конце ноября стало ясно, что льды вскоре вскроются; 26 ноября 1912 года были разведены пары́. Однако ещё 10 дней команда пробиралась сквозь ледяные поля, только 19 декабря 1912 года «Дойчланд» вернулся в Грютвикен. К тому времени обстановка на борту была близка к бунту, ни о каком продолжении экспедиции не могло быть и речи. Офицеры и учёные образовали на борту две враждующие фракции; к октябрю Фильхнер всерьёз опасался за свою жизнь. В Грютвикене он передал командование Клингу и первым же судном отправился в Германию.

## Итоги и результаты
Несмотря на то, что ни одна из заявленных целей германской антарктической экспедиции не была выполнена, научные результаты её оказались значительными. Самым важным стало опровержение теории антарктического пролива и доказательство, что море Уэдделла замкнуто шельфовым ледником примерно на 78° ю. ш., что делает его аналогичным по строению морю Росса. Была уточнена карта Южной Георгии. Метеорологи экспедиции окончательно доказали наличие над всей Антарктидой антициклона. Океанологи уточнили характер глубинной циркуляции вод между северной и южной частями Атлантического океана. Публикация научных результатов экспедиции затянулась — отчёт Фильхнера увидел свет в 1922 году, публикации Баркова и Пржибылока вышли к 1933 году.
По мнению Рейнхардта Краузе, по своим результатам экспедиция Фильхнера не уступала открытиям Джеймса Росса в 1841—1843 годах. Однако отсутствие эффектных достижений и последовавшая за ней в том же регионе Имперская трансантарктическая экспедиция Шеклтона полностью перечеркнули память о ней. Между тем, океанографические и метеорологические открытия сотрудников Фильхнера позволили включить Антарктику в механику глобальных климатических и океанических процессов.